# Prix Miki Jun Inspiration
 (décembre 2023).
Si vous disposez d'ouvrages ou d'articles de référence ou si vous connaissez des sites web de qualité traitant du thème abordé ici, merci de compléter l'article en donnant les références utiles à sa vérifiabilité et en les liant à la section « Notes et références ».
Le prix Miki Jun Inspiration (三木淳賞奨励賞) est un prix décerné par le Salon Nikon pour les photographes âgés de moins de 35 ans. Nikon donne au prix le nom de Jun Miki, l'un des pionniers du photojournalisme au Japon et le premier photographe japonais à publier dans Life Magazine.
Le prix est décerné non pas seulement sur une seule photo, mais en fonction d'une exposition entière, y compris le titre, l'introduction, toutes les photos, les légendes, le séquençage et l'impression.
Les prix consistent en un certificat de 100 000 ¥ et un Nikon D7000 avec objectif 18-200 mm zoom VRII.
Les deux prix Miki Jun Inspiration annuels sont ajoutés par le Salon Nikon au prix Miki Jun en 2003.
Ces prix sont décernés chaque année pour les expositions les plus créatives et remarquables via le Juna21 au Salon Nikon.

## Lauréats du prix
|    | Année | Lauréat            | Titre de l'exposition                                         |
| -- | ----- | ------------------ | ------------------------------------------------------------- |
| 1  | 2003  | Motoo Niikura      | Nampla                                                        |
| 2  | 2003  | Ayumi Fujii        | God Father Jr                                                 |
| 3  | 2004  | Akihiro Yoshida    | Map of Memory                                                 |
| 4  | 2004  | Mika Takagi        | Mine                                                          |
| 5  | 2005  | Masayuki Kamo      | Civilized Society                                             |
| 6  | 2005  | Hitoshi Nakajima   | Among the usual                                               |
| 7  | 2006  | Katsutomo Tashiro  | A Drifting Generation Filled with Anxiety                     |
| 8  | 2006  | Yusuke Hishida     | Our School Наша Школа                                         |
| 9  | 2007  | Miyuki Motoki      | A Knot of Breath                                              |
| 10 | 2007  | Eun Kyung, Shin    | Wedding Hall                                                  |
| 11 | 2008  | Hatsumi Matsushita | Hatsumi Matsushita                                            |
| 12 | 2008  | Kaori Inbe         | Moral Society                                                 |
| 13 | 2009  | Koji Omaru         | Tokyo Tower                                                   |
| 14 | 2009  | Moyuru Tsurusaki   | Moving Across The Sea                                         |
| 15 | 2010  | Nozomi Iijima      | Scoffing Pig                                                  |
| 16 | 2010  | Ryan Libre         | Portraits of Independence:Inside the Kachin Independence Army |

## Source de la traduction
- (en) Cet article est partiellement ou en totalité issu de l’article de Wikipédia en anglais intitulé « Miki Jun Inspiration Award » (voir la liste des auteurs).